# Associatieve agnosie

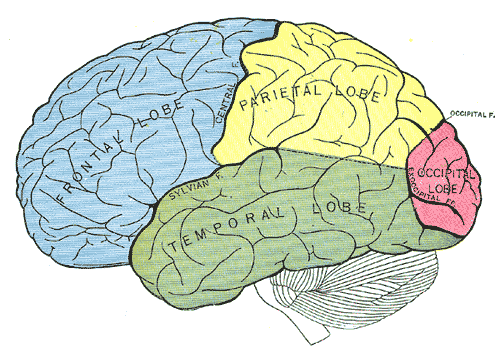
Indeling van de hersenkwabben, met de temporale kwab in het groen.

Associatieve agnosie is een vorm van een visuele agnosie.
Een visuele agnosie is de medische benaming voor het onvermogen tot het herkennen van bepaalde afbeeldingen en kleuren. Bij een associatieve agnosie ziet de persoon die hieraan lijdt wel een afbeelding of tekening, maar kan deze persoon niet benoemen wat de afbeelding is en kan deze het ook niet in het geheugen opslaan. Deze neurologische aandoening komt voor bij mensen met een temporale (zie figuur), meestal linkszijdige laesie aan het voorste gedeelte van de inferotemporale cortex. De klinische definitie van de aandoening is dat iemand tekeningen kan maken (of natekenen) van objecten die hij/zij niet herkent. De aandoening komt zelden puur voor: meestal is er een samenspel van meerdere neurologische stoornissen. 
Mensen met een associatieve agnosie kunnen het object, dier of gebouw dat ze zien niet benoemen of koppelen aan de functie ervan. Deze vorm van agnosie kan categoriespecifiek zijn. Dat wil zeggen, de problemen kunnen zich beperken tot bepaalde semantische categorieën. Zo kan iemand meer problemen hebben met het benoemen en opslaan in het geheugen van levende objecten, dan met niet-levende objecten. Associatieve agnosie is overigens wel degelijk een visueel probleem en (in haar pure vorm) geen taalprobleem. Voor de persoon die eraan lijdt voelt het meestal aan als een taalprobleem, omdat men niet op bepaalde woorden kan komen.